# Arrow Point
Arrow Point – wieś w Stanach Zjednoczonych, w stanie Missouri, w hrabstwie Barry.